# Pierre Bérégovoy
Pour les articles homonymes, voir Famille Bérégovoy et Bérégovoy.
Pierre Bérégovoy , né le 23 décembre 1925 à Déville-lès-Rouen (alors en Seine-Inférieure) et mort le 1er mai 1993 au-dessus de Pithiviers (Loiret), est un homme d'État français. Il est Premier ministre du 2 avril 1992 au 29 mars 1993, sous la présidence de François Mitterrand.
Issu d'un milieu modeste, il commence son engagement politique auprès de Pierre Mendès France avant d'adhérer au Parti socialiste (PS). Après l'élection présidentielle de 1981, il est nommé secrétaire général de la présidence de la République par François Mitterrand.
Tout en étant élu dans la Nièvre, il est successivement ministre des Affaires sociales et de la Solidarité nationale de 1982 à 1984 et ministre de l'Économie et des Finances de 1984 à 1986 puis entre 1988 et 1992, ainsi que ministre de la Défense en 1993. 
Nommé Premier ministre par le président Mitterrand en 1992, il est le chef du gouvernement sous la Ve République le plus âgé lors de sa nomination ; ce record est battu 31 ans plus tard par Michel Barnier, Premier ministre à 73 ans en 2024. 
Pierre Bérégovoy quitte ses fonctions un an après son arrivée à Matignon en raison de la lourde défaite de la gauche aux élections législatives.
Visé par des soupçons de corruption ciblant sa personne, il se suicide un mois plus tard d'une balle dans sa tête avec l'arme de service de son garde du corps.

## Situation personnelle

### Origines familiales
Pierre Eugène Bérégovoy naît le 23 décembre 1925 à Déville-lès-Rouen. Il est le fils d'Adrien Bérégovoy, né Adrian Beregovy ou Beregovoï (en russe : Адриан Береговой signifiant littéralement « riverain »), un sujet de l'Empire russe né en 1893 à Izioum, dans la région de Kharkiv en Ukraine actuelle, et d'Irène Baudelin.
Capitaine russe blanc et menchevik, Adrian Beregovoy émigre en 1920 après la révolution d'Octobre, vit un an en Pologne, puis deux ans en Allemagne, avant de s'installer en 1923 en France. Il devient ouvrier métallurgiste à Déville-lès-Rouen quand il y épouse, le 11 avril 1925, Irène Baudelin, puis tient un café-épicerie. Il obtient sa naturalisation française en 1930.
Le frère de Pierre, Michel Bérégovoy, s'est également engagé en politique. Ancien député socialiste de Seine-Maritime, il est vice-président du conseil général de la Seine-Maritime avant de décéder en 2011. 
Jeannine Neveu, la sœur de Pierre, a elle aussi eu une carrière politique dans une moindre mesure. Elle a été, de 1995 à 2008, maire de Pougues-les-Eaux, une petite ville non loin de Nevers, dont Pierre a été maire de 1983 à sa mort. Elle décède en 2023. 
Jean-Michel Bérégovoy, fils de Michel Bérégovoy, est un élu vert au conseil municipal de Rouen depuis 2014, adjoint au maire ; quant à Véronique Bérégovoy, l'ancienne épouse de Jean-Michel, elle est présidente du groupe Verts au conseil régional de Haute-Normandie jusqu'en 2015.
À l'âge de cinq ans, Pierre Bérégovoy est pris en charge par sa grand-mère maternelle.

### Vie privée
Il épouse Gilberte Bonnet (1920-2001) le 13 novembre 1948 à Rouen. Le couple a trois enfants : Catherine (née en 1945), Lise (née en 1960) et Pierre (né en 1963). Militante, notamment dans la vie associative, Gilberte Bérégovoy siège au Conseil économique et social après 1993. 
Catherine Bérégovoy-Cottineau, leur fille aînée, est élue conseillère municipale de Clichy, sur la liste socialiste, en 2008. 
Leur fils Pierre est directeur général de l'Union bancaire pour le commerce et l'industrie, filiale du groupe BNP Paribas en Tunisie ; en 2014, sa petite-fille Anne Sol-Bérégovoy se présente aux élections municipales dans le 16e arrondissement de Paris, sur la liste socialiste.

## Formation et carrière

### Études
En 1937, Pierre Bérégovoy obtient son certificat d’études. En 1941, son père étant tombé gravement malade, il quitte le lycée, obtient un brevet d'enseignement industriel (BEI), un CAP d’ajusteur et un autre de dessinateur industriel. 

### Carrière professionnelle
En 1941, à l'âge de seize ans, il travaille pendant neuf mois à l’usine de tissage Fraenckel en tant que fraiseur. L'année suivante, il entre sur concours à la SNCF. Il rencontre Roland Leroy. Il entre dans la Résistance via le groupe « Résistance-fer ». Il s'engage également dans les jeunesses socialistes.
En juin 1944, il participe à la libération de la banlieue rouennaise.
En 1949, il est nommé au cabinet de Christian Pineau, ministre des Travaux publics et des Transports dans le gouvernement Henri Queuille, en tant que chargé des relations avec les syndicats.
L'année suivante, en 1950, il entre à Gaz de France comme agent technico-commercial à Rouen, puis obtient en 1957 sa mutation pour Paris.
En 1972, il est promu chargé de mission à GDF. En 1978, il termine sa carrière comme directeur adjoint à GDF.

## Parcours politique

### Débuts à la SFIO et au PSU
En mai 1946, il adhère à la Section française de l'Internationale ouvrière (SFIO). Il crée ensuite une section syndicale tendance FO. 
En 1949, il dirige l'hebdomadaire socialiste La République de Normandie.
En 1958, il quitte la SFIO pour participer à la fondation du futur PSU. En 1960, il devient collaborateur de Pierre Mendès France au sein du PSU, chargé des questions sociales. 
En 1967, il quitte le PSU pour adhérer à l'Union des clubs pour le renouveau de la gauche, animée par Alain Savary.

### Adhésion au Parti socialiste
Il rejoint en 1969 le « nouveau Parti socialiste » au congrès d'Alfortville. Il participe deux ans plus tard au congrès d'Épinay, puis aux négociations en vue de la signature du programme commun.
En 1973, il devient secrétaire national chargé des affaires sociales puis, à partir de 1975, chargé des relations extérieures. Il le reste jusqu'en 1979.

### Secrétaire général de l'Élysée
De mai 1981 à juin 1982, après l'élection de François Mitterrand à la présidence de la République, Pierre Bérégovoy est secrétaire général de la présidence de la République.

### Ministre et député à plusieurs reprises
De 1982 à 1984, il est ministre des Affaires sociales et de la Solidarité nationale dans les gouvernements Pierre Mauroy. Par la suite, dans le gouvernement Laurent Fabius (1984-1986), il est ministre de l'Économie, des Finances et de l'Industrie.
Converti à l'économie de marché, Pierre Bérégovoy s'attache à stabiliser le franc (« politique du franc fort »), afin de faire baisser l'inflation, ainsi qu'à libéraliser les marchés financiers et à moderniser la Bourse[réf. nécessaire].
Son ministère est marqué par la déréglementation des marchés financiers et boursiers. 
Sous l'impulsion de son directeur de cabinet, Jean-Charles Naouri, il libéralise totalement les marchés financiers en France.
En 1984, il milite pour la création d'un groupement des cartes bancaires qui donnera le GIE CB.
Il modernise les législations en matière de finance en allégeant le contrôle des changes et en supprimant l'encadrement du crédit. Il nomme Jean-Yves Haberer président du Crédit lyonnais, dont les pertes abyssales ne seront révélées qu'en 1992.
Pierre Bérégovoy est élu député de la Nièvre, pour la première fois, le 16 mars 1986. À la suite de la dissolution de l'Assemblée nationale consécutive à la réélection de François Mitterrand, il est réélu dans la 1re circonscription de la Nièvre le 5 juin 1988.
Du 13 mai 1988 au 15 mai 1991, dans les gouvernements Michel Rocard, il est ministre d'État, ministre de l'Économie, des Finances et de l'Industrie. 
Alors qu'il entre au gouvernement, il cède son siège de député à son suppléant, Marcel Charmant.
Il est ensuite ministre d’État, ministre de l’Économie, des Finances et du Commerce extérieur dans le gouvernement Édith Cresson à compter du 16 mai 1991.

## Premier ministre

### Formation du gouvernement et situation politique
Le 2 avril 1992, après la défaite de la gauche aux élections régionales et cantonales du mois précédent, le président Mitterrand nomme Pierre Bérégovoy à la fonction de Premier ministre. 
Il succède ainsi à Édith Cresson, nommée dix mois plus tôt. 
À 66 ans, il est alors le Premier ministre le plus âgé lors de sa nomination ; ce record n'est battu que 31 ans plus tard, en septembre 2024,  par Michel Barnier, nommé Premier ministre à 73 ans.
Le gouvernement Pierre Bérégovoy est composé de 43 membres : 20 ministres et 23 secrétaires d'État ; 36 hommes et 7 femmes. Il compte des membres du Parti socialiste, des dissidents de l'Union du centre (par la suite réunis au sein du Mouvement des réformateurs) et des radicaux de gauche.
À Matignon, il doit affronter les attaques qui visent sa majorité, notamment en raison d'instructions judiciaires pour corruption touchant des proches du président de la République. 
Lui-même mis en cause, il se voit confronté à la persistance des difficultés économiques et au mécontentement de la gauche, qui voit en lui le symbole du ralliement des socialistes au libéralisme économique.
Au-delà des affaires, le contexte est marqué par une récession économique et une déroute annoncée aux élections législatives de 1993. 
Une déclaration qu'il a faite à l'AFP peu avant sa nomination confirme un pressentiment face à la difficulté de la charge : « Je savais que lorsque Mitterrand me nommerait Premier ministre, ce serait parce que c'est foutu ».
Pierre Bérégovoy cumule ses fonctions de Premier ministre avec celles de ministre de la Défense à compter du 9 mars 1993, succédant à Pierre Joxe. 
Sous la Cinquième République, il est l'une des rares personnalités politiques à avoir été chef du gouvernement et ministre d'un autre portefeuille de plein exercice.

### Contexte économique et social
En juin et juillet 1992, Bérégovoy et le gouvernement doivent faire face à des mouvements de grève et de barrages de conducteurs routiers hostiles au permis à points (instauré par la loi du 10 juillet 1989 puis entré en vigueur le 1er juillet 1992). 
À la suite de ces contestations, une réforme du permis à points est instaurée le 1er décembre 1992, le barème d'infraction donnant lieu à un retrait de points, initialement composé de six points est élargi à douze[réf. nécessaire].
Le 29 juillet 1992, le gouvernement Bérégovoy promulgue une loi créant le Conseil national des politiques de lutte contre la pauvreté et l'exclusion sociale.
Par ailleurs, la ratification du traité de Maastricht est approuvée par une courte majorité de Français (51,04 %) lors du référendum du 20 septembre 1992. 
Comme pour les gouvernements Rocard et Cresson, la responsabilité du gouvernement n'est pas engagée à la suite de la déclaration de politique générale.
En revanche, comme Michel Rocard, il engage la responsabilité sur un autre texte : le 25 novembre 1992, le Premier ministre a recours à l'article 49 alinéa 1 de la Constitution sur les négociations du GATT.
Pierre Bérégovoy a également recours à l'article 49 alinéa 3 de la Constitution sur trois textes concernant les médecins et l'assurance maladie, le projet finances pour 1993 et le fonds de solidarité vieillesse.
Sur fond de dépenses publiques non contrôlées, la gravité de la crise de 1993, privant l'État d'importantes recettes fiscales, affaiblit Pierre Bérégovoy. 
La dégradation du budget est en complet désaccord avec les prévisions : « 226 milliards de déficit en 1992, contre 89 prévus, et entre 320 et 360 en 1993, contre 165 à l'origine ». 
Le déficit cumulé de la Sécurité sociale atteint 100 milliards fin 1993.

### Rapport à la corruption
Nommé Premier ministre, Pierre Bérégovoy se présente comme « le champion de la lutte contre la corruption dans le monde politique et celui des affaires ». 
Lors du discours de politique générale du 8 avril 1992, qu'il prononce devant l'Assemblée nationale après la formation de son gouvernement, il déclare notamment :

« […] Urgence, enfin, dans la lutte contre la corruption. […] Avec le garde des Sceaux, M. Michel Vauzelle, je veux publiquement apporter mon soutien aux juges qui poursuivent la fraude, sans autre passion que le droit. On soupçonne certains hommes publics de s'être enrichis personnellement de manière illégale. S'ils sont innocents, ils doivent être disculpés ; s'ils sont coupables, ils doivent être châtiés ; dans tous les cas, la justice doit passer ? »

Répondant aux invectives de certains députés, le Premier ministre déclare tout en brandissant un papier :
« Comme je suis un Premier ministre nouveau et un homme politique précautionneux, j'ai ici une liste de personnalités dont je pourrais éventuellement vous parler. Je m'en garderai bien ! […] S'il existe encore des élus qui, à quelque niveau que ce soit et à quelque parti qu'ils appartiennent, ne respectent pas les nouvelles règles de financement de l'activité politique, qu'ils le sachent : le gouvernement sera impitoyable. »
 Cet incident sera immédiatement repris et commenté par la presse qui, spéculant sur la fameuse liste, conclura au dérapage. Cela déclenche la première polémique qu'il devra affronter.
Pierre Bérégovoy est cependant rattrapé par le cas de Samir Traboulsi, un financier libanais ami de sa famille, lequel se débat avec la justice, depuis 1989, dans l'affaire Pechiney-Triangle, un délit d'initié présumé qui semblait mettre en cause également les milieux politiques. 
Alain Boublil, son directeur de cabinet, est également impliqué et contraint de démissionner.
Dès l'instant où Bérégovoy a été nommé à nouveau ministre des Finances en 1991, on sait maintenant que, selon ses propres dires, il avait été littéralement harcelé par l'homme d'affaires qui, ne voulant pas être inculpé par le juge d'instruction Édith Boizette, paraissait en mesure de faire pression sur son ami. 
Ainsi, au moment où Samir Traboulsi est renvoyé devant un tribunal correctionnel en janvier 1993, il semble qu'il ait averti le Premier ministre qu'il dévoilerait que l'affaire dans laquelle il était incriminé avait débuté lors du dîner d’anniversaire de mariage du couple Bérégovoy, qui s'est tenu le 13 novembre 1988 au restaurant « Chez Edgar », à Paris.
Dans le même temps, éclate l'affaire du prêt Pelat, révélée par Le Canard enchaîné, le 3 février 1993.
Il s'agit d'un prêt d’un million de francs, sans intérêt, que Pierre Bérégovoy avait reçu en 1986 de Roger-Patrice Pelat, ami intime de Mitterrand, pour l'achat d'un appartement situé rue des Belles-Feuilles, dans le 16e arrondissement de Paris. 
Or cet ami, lui-même impliqué dans l'affaire Péchiney, se retrouve au centre d'une autre affaire de corruption, concernant l'entreprise de travaux publics Heulin, du Mans, qui constituera elle-même le point de départ de l'affaire Urba.
En outre, pour ce prêt passé devant notaire et qualifié de « légal » par la Chancellerie, Pierre Bérégovoy n'aurait remboursé que partiellement la somme due, dont une partie prétendument « sous forme d’objets d’art et de meubles dont on ne connaît ni la nature, ni la valeur ». 
Interrogé par Le Canard enchaîné, Pierre Bérégovoy, après avoir rappelé qu'il avait « jusqu'à 1995 pour rembourser », déclare qu'« après le décès de [Roger] Patrice Pelat, le solde a été réglé par anticipation » mais l'enquête judiciaire ne l'atteste pas et révèle l'ampleur des relations en cause.
Le juge Thierry Jean-Pierre, qui instruit cette affaire complexe, découvre non seulement le prêt Pelat, mais aussi les nombreuses libéralités accordées par Pelat à la famille Bérégovoy, comme la prise en charge financière des vacances du couple Bérégovoy, entre 1982 et 1989 ; les versements d'argent effectués à Lise Bérégovoy, l'une des filles du Premier ministre, pour qui l'homme d'affaires se portait également caution auprès des banques pour des emprunts répétés ou encore des billets d'avion gracieusement offerts à la jeune femme. 
Le juge met aussi en lumière la persistance de découverts bancaires jugés « faramineux» accordés par la SDBO, filiale du Crédit lyonnais, aux membres de la famille Bérégovoy, dont un découvert de 199 737,20 F au mois d'avril 1993. 
Puis, de nouveau, on trouve la trace de prêts d'argent aux membres de ladite famille, notamment à sa fille Lise, de cadeaux à son épouse Gilberte, ainsi que des aides ponctuelles consenties au ministre entre 1986 et 1988.
Aucune action judiciaire n'est encore engagée contre lui et rien ne prouve qu'il y avait matière malgré ces lourdes présomptions mais, à la veille d'une défaite électorale annoncée, le Premier ministre, qui se voulait exemplaire au point de prendre la tête d'une croisade contre la corruption, apparaît politiquement miné par ces révélations.

### Élections législatives de 1993

Composition de l’Assemblée nationale à l'issue des élections législatives de 1993 :
RPR (257) ;
UDF (215) ;
Socialistes (57) ;
Communistes (23) ;
République et liberté (23) ;
Non-inscrits (2).

Lors des élections législatives de mars 1993, la gauche subit alors son plus important revers : le nombre de députés socialistes est notamment réduit à 57. 
Pierre Bérégovoy est réélu député de première circonscription de la Nièvre mais de nombreuses figures de gauche et quinze membres du gouvernement sont battus : Jean-Michel Baylet, André Billardon, Frédérique Bredin, Michel Delebarre, Roland Dumas, Jean-Noël Jeanneney, André Laignel, Marie-Noëlle Lienemann, François Loncle, Louis Mermaz, Michel Sapin, Dominique Strauss-Kahn, Jean-Pierre Sueur, Michel Vauzelle et Kofi Yamgnane[réf. souhaitée].
Avec la large victoire de la droite, Bérégovoy est contraint de quitter Matignon, moins d'un an après sa prise de fonctions. 
François Mitterrand nomme Édouard Balladur (RPR) pour lui succéder le 29 mars 1993, engageant alors la deuxième cohabitation de la Ve République.

## Mort
Un mois après avoir quitté Matignon, le 1er mai 1993, vers 18 heures, Pierre Bérégovoy est découvert inanimé par son chauffeur et son garde du corps près de Nevers, sur la berge du canal de la Jonction, l'ancien Premier ministre ayant demandé aux deux hommes de le laisser seul pour se promener sur le chemin de halage. 
Gravement blessé et dans le coma, il est transporté d'urgence à l'hôpital de Nevers. Il décède vers 22 h 15, durant son transfert aérien à l'hôpital du Val-de-Grâce à Paris (dérouté en raison des conditions météorologiques vers Issy-les-Moulineaux) au-dessus du territoire de Pithiviers, dans le Loiret.
L'enquête de police conclut, de manière formelle, au suicide de Pierre Bérégovoy au moyen de l'arme de service de son officier de sécurité Sylvain Lesport.
Elle détermine qu'il s'est emparé du Manurhin .357 Magnum de son garde du corps dans la boîte à gants de la Renault 25 lors d'une halte précédente au lieu-dit du « Peuplier-seul » le long du canal de Sermoise-sur-Loire.
Lors de cet arrêt, il demande à rester seul dans la voiture pour téléphoner, ce qui lui permet de se saisir de l'arme,.
Ses obsèques ont lieu le 4 mai à Nevers, en présence du président de la République et d'autres personnalités politiques françaises. Il repose dans le cimetière Jean Gautherin de Nevers sous une dalle de pierre brute sur laquelle est inscrit : « Parti ? Vers où ? Parti de mon regard, c’est tout ».

## Détail des mandats et fonctions

### Fonctions gouvernementales
- 21 mai 1981 — 29 juin 1982 : secrétaire général de la présidence de la République française
- 29 juin 1982 — 17 juillet 1984 : ministre des Affaires sociales et de la Solidarité nationale (gouvernements Pierre Mauroy)
- 19 juillet 1984 — 20 mars 1986 : ministre de l'Économie et des Finances (gouvernement Laurent Fabius)
- 13 mai 1988 — 15 mai 1991 : ministre d'État, ministre de l'Économie, des Finances et de l'Industrie (gouvernements Michel Rocard)
- 15 mai 1991 — 2 avril 1992 : ministre d’État, ministre de l’Économie, des Finances et du Commerce extérieur (gouvernement Édith Cresson).
- 2 avril 1992 — 29 mars 1993 : Premier ministre
- 9 — 29 mars 1993 : ministre de la Défense

### Mandats parlementaires
- 2 avril 1986 — 14 mai 1988 : député de la Nièvre
- 6 juin — 28 juillet 1988 : député de la première circonscription de la Nièvre
- 2 avril — 1er mai 1993 : député de la première circonscription de la Nièvre

### Au niveau local
- 14 mars 1983 — 1er mai 1993 : maire de Nevers
- 1985-1993 : conseiller général de la Nièvre, élu dans le canton de Nevers-Est

### Au Parti socialiste
- 1973-1975 : secrétaire national chargé des affaires sociales
- 1975-1979 : secrétaire national chargé des relations extérieures

## Hommages
François Mitterrand, président de la République en exercice, déclara lors des obsèques de Pierre Bérégovoy : « Toutes les explications du monde ne justifieront pas qu'on ait pu livrer aux chiens l'honneur d'un homme et finalement sa vie, au prix d'un double manquement de ses accusateurs aux lois fondamentales de notre République, celles qui protègent la dignité et la liberté de chacun d'entre nous. » Michel Charasse est allé dans le même sens : « Je serais juge ou journaliste, je ne dormirais pas bien ce soir. […] Il a été accablé par une injustice personnelle insupportable. Depuis deux mois, il suivait un chemin de croix épouvantable. »
Après sa mort, Pierre Bérégovoy reçoit des hommages tant de la gauche (ainsi Laurent Fabius dans une tribune du Monde du 4 mai ; Jacques Delors, Charles Fiterman, Bernard Kouchner, Jack Lang, Pierre Mauroy, Ségolène Royal, lors de déclarations publiques, François Hollande,) que d'une partie de la droite. En particulier, Raymond Barre, sur France 2, salue le 2 mai « un homme courageux et responsable ». Dominique Baudis, Alain Juppé, Alain Lamassoure, Nicolas Sarkozy et Philippe Séguin lui ont également rendu hommage.
Le lieu sur lequel est retrouvé gisant Pierre Bérégovoy est situé sur les bords du canal de la Nièvre. Une plaque commémorative y a été placée à la demande de Gilberte Bérégovoy.
- Le pont Pierre-Bérégovoy sur l'autoroute A77 traversant la Loire à l'est de Nevers inauguré en 1995.
- L'hôpital Pierre-Bérégovoy du Centre hospitalier de l'agglomération de Nevers, ouvert en 2003.
- Sur une stèle de granite rose, érigée près du lieu du suicide au bord du chemin de halage, est gravé[27] : « Ici le 1er mai 1993, un Juste a retrouvé la Paix, Pierre Bérégovoy, 1925 – 1993, Dans la nuit de ce monde, le Juste brillera ».
- De nombreux établissements, de nombreuses infrastructures, dont 124 voies publiques en France (notamment une allée à Paris) portent le nom de Pierre Bérégovoy[28].

## Décorations
- Grand-croix de l'ordre national du Mérite (1992) en tant que Premier ministre[29].

## Analyses
Pour l'essayiste d'extrême droite Patrick Buisson, la mort de Pierre Bérégovoy, le seul ministre d'origine prolétaire, un 1er mai, signe une page de l'histoire du Parti socialiste marquée par son abandon des classes populaires durant les deux mandats de François Mitterrand pour le règne de « l'argent roi ».
Dans Libération, Jean-Yves Lhomeau, rappelant la phrase de Jean-Pierre Chevènement pour qui « cette tragédie personnelle est aussi la tragédie de toute la gauche », voit dans le suicide de Pierre Bérégovoy le symbole des « contradictions et défaites du pouvoir socialiste ». Selon lui,

« Bérégovoy a incarné, plus que tout autre, le nœud de contradictions qui, serré au fil des années par ses amis et lui-même, a fini par étouffer la gauche. Par ses origines et l’œuvre accomplie, par son militantisme ouvrier et sa gestion des finances publiques, par son ambition d’abattre la corruption. »

## Filmographie
- Documentaires :
  - Pierre Bérégovoy : la vérité sur ses derniers jours, film de Christophe Widemann, France, 2008, 90 min
  - La Double Mort de Pierre Bérégovoy, film de Francis Gillery, sur France 3, mai 2008, 110 min
  - Secrets d'actualité, en 2001-2002, « Le suicide de Pierre Bérégovoy », sur M6
- Téléfilm :
  - Le 1er mai 2009 (et rediffusion le 27 juin 2012), France 2 a diffusé Un homme d'honneur, téléfilm de 90 minutes réalisé par Laurent Heynemann, avec Daniel Russo dans le rôle de Pierre Bérégovoy et Dominique Blanc dans celui de sa femme, Gilberte ; le scénario épouse la thèse officielle du suicide. À la suite de cette fiction, la chaîne a rediffusé[AV 1],[AV 2],[AV 3] le numéro du magazine Un jour, un destin intitulé Pierre Bérégovoy : la vérité sur ses derniers jours.
- Court-métrage :
  - L'Homme de la berge d'Olivier Charasson, avec Fred Ulysse et Claire Wauthion (2010) Le scénario est inspiré de la journée du 1er mai 1993. Le court-métrage est dédié à Pierre et Gilberte Bérégovoy.